# Kamzík (Bratislava)
Kamzík (německy Gemsenberg) je slovenský vrch nad Bratislavou v pohoří Malé Karpaty s nadmořskou výškou 439 metrů nad mořem. Celá vyvýšenina je zalesněna bukovým lesem. Těsně pod vrcholem stojí televizní věž ze 70. let 20. století, která nahradila starší věž z roku 1956. Ve věži se nachází kavárna a restaurace s panoramatickým výhledem na celé okolí Bratislavy. Za dobrého počasí je zde možné vidět i Alpy. Kamzík je významné středisko turistického ruchu, v blízkosti se nachází hotel West, Koliba Expo, bobová dráha, lyžařský vlek, různé chaty, parkoviště. Na Kamzík je od roku 1972 vedena sedačková lanovka z doliny Železné studničky. Pod vrcholem stojí pomník padlým vojákům v prusko-rakouské válce z roku 1866 a památník vítězství nad Turky z roku 1683.
Na Kamzík je možný přístup automobily nebo trolejbusovou linkou Bratislavské hromadné dopravy na zastávku Koliba a odtud pak pěšky, nebo zastávku Lanovka (autobus) a odtud lanovkou.
Název vrchu pochází pravděpodobně z německého slova Gemsenberg – což znamená vrch divokých koz, podle zatoulaných městských koz, které se zde pásly na jeho úbočí. Podle alternatívního výkladu byl název odvozen z německého slova gahns, označujícího rumoviště, podle kamenů, odnášených na hromady z nově zakladaných vinic.